# Oxymeris cerithina
Oxymeris cerithina é uma espécie de gastrópode do gênero Oxymeris, pertencente a família Terebridae.

## Distribuição
Esta espécie ocorre no Mar Vermelho e no Oceano Índico, ao largo da Tanzânia, Aldabra, Chagos, e a Bacia de Mascarenhas.